# Vál
Vál é um município da Hungria, situado no condado de Fejér. Tem 40,48 km² de área e sua população em 2015 foi estimada em 2.385 habitantes.